# Tepih
Tepih (od starogrčkog τάπης, tápēs uz perzijski frsch - „poklopiti”) ili prostirač je jednodijelni tekstilni proizvod određena oblika i dimenzija, namijenjen za prekrivanje podova, a ponekad i zidova (zidni tepih). U pravilu se sastoji od gazeće površine (gornji dio tepiha po kojem se hoda, a može biti glatka ili vlasasta, kada se obično naziva flor, eng. pile) i podloge (naličje tepiha koje osigurava kompaktnost i čvrstoću tijekom uporabe). 
Za tepih vlasaste površine (s florom) uvriježio se naziv sag, dok se naziv ćilim rabi za tepih glatke i vlasaste površine, većinom orijentalna dizajna i podrijetla, ili domaće izradbe kao rukotvorina. Serdžada je manji molitveni prostirač koji muslimani koriste za molitvu.
Najkvalitetniji su i najcjenjeniji vuneni tepisi, premda su u širokoj uporabi i jeftiniji od slame (hasura), kokosovih vlakana i sl., te čvrsti i trajni tepisi od polipropilenskih, akrilnih ili poliamidnih (najlonskih) umjetnih vlakana.
Tepisi se danas većinom izrađuju strojno (posebne tehnike tkanja, uzlanja i prepletanja), a samo skupocjeni orijentalni ćilimi izrađuju se ručnim uzlanjem vunenih ili čak svilenih niti, pri čem se razlikuje perzijski (perzijski ćilim) i turski način uzlanja (npr. anatolijski tepih, čiprovački tepih i bosanski ćilim). Tepih je to cjenjeniji što je broj uzlova na jediničnoj ploštini veći.
Prvi su se tepisi vjerojatno izrađivali u Srednjoj Aziji prije 4 ili 5 tisuća godina. Zasad najstariji pronađeni tepih je iz okolice Pazirika (Zlatno Altajsko gorje, Sibir). Od 50-ih godina se proizvodi tepih u proizvoljnoj dužini odnosno traka u raznim širinama čak do 6 metara koja se siječe po potrebi.

## Vanjske poveznice
- "What Makes A Rug Good", February 1946, Popular Science, books.google.com
- Prostirač Hrvatska tehnička enciklopedija, portal hrvatske tehničke baštine. LZMK